# خوليو سولانو
خوليو سولانو (بالإنجليزية: Julio Solano)‏ هو لاعب كرة قاعدة دومينيكاوي، ولد في 8 يناير 1960 في مقاطعة إلسيبو ‏ في جمهورية الدومينيكان.